# مارتن هانسن
مارتن هانسن (بالدنماركية: Martin Hansen)‏ (17 يوليو 1925 - 18 يونيو 1999) هو ملاكم دانمركي.

## وصلات خارجية
- مارتن هانسن على موقع بوكس ريك (الإنجليزية) (registration required)
- مارتن هانسن على موقع أوليمبيديا (الإنجليزية)